# 敗臼三
败臼三（英語：Gamma Piscis Austrini，又名南魚座γ），是南天星座南魚座的一對聯星系，它合成的視星等是肉眼可見的4.448等。在2010年，這一對的角距離是4角秒，方位角255°。依據從地球觀測的周年視差15.14mas，估計這個系統與太陽的距離為215光年。
主星A的視星等為4.59等，是一顆白色的特殊A型恆星，分類為{A0 Vp(SrCrEu)。估計它的年齡為2億1,400萬年，質量為2.63太陽質量。較暗的伴星B的是星等為8.20 等，是一顆F-型主序星，分類為F5V。
敗臼三相對於太陽的運動為每秒24.1公里，它投射的銀河軌道讓它在距離銀河中心21,600至30,800光年的軌道上運動。它在180萬年前最接近太陽的時候，距離為157光年，視星等亮到3.78等。

## 名稱
在中國，敗臼的意思是空的廢墟或是負責葬禮的官吏，這個星官包括它與敗臼一（天鶴座γ）、敗臼二 （天鶴座λ）、敗臼四和敗臼增一（南魚座β）。因此，本身是敗臼三的南魚座γ，意思是敗臼的第三顆星。

## 外部連結
- Kaler, James B., , Stars (University of Illinois), October 29, 2010  [2018-09-23], （原始内容存档于2018-11-20）.